# Tour de France 2011
Tour de France 2011, v pořadí 98. ročník nejslavnějšího cyklistického etapového závodu světa – Tour de France, proběhla mezi 2. a 24. červencem 2011. Odstartovala v Passage du Gois ve Vendée a skončila tradičně pod pařížským Vítězným obloukem. Celkovým vítězem se díky výborné časovce stal Australan Cadel Evans.

## Seznam etap
| Etapa     | Start / cíl                          | Vzdálenost | Typ etapy           | Datum        | Vítěz etapy          | Žlutý trikot     |
| --------- | ------------------------------------ | ---------- | ------------------- | ------------ | -------------------- | ---------------- |
| 1.        | Passage du Gois – Mont des Alouettes | 191,5 km   | Rovinatá etapa      | 2. červenec  | Philippe Gilbert     | Philippe Gilbert |
| 2.        | Les Essarts – Les Essarts            | 23 km      | Časovka družstva    | 3. červenec  | Garmin–Cervélo       | Thor Hushovd     |
| 3.        | Olonne-sur-Mer – Redon               | 198 km     | Rovinatá etapa      | 4. červenec  | Tyler Farrar         | Thor Hushovd     |
| 4.        | Lorient – Mûr-de-Bretagne            | 172,5 km   | Rovinatá etapa      | 5. červenec  | Cadel Evans          | Thor Hushovd     |
| 5.        | Carhaix-Plouguer – Mys Fréhel        | 164,5 km   | Rovinatá etapa      | 6. červenec  | Mark Cavendish       | Thor Hushovd     |
| 6.        | Dinan – Lisieux                      | 226,5 km   | Rovinatá etapa      | 7. červenec  | Edvald Boasson Hagen | Thor Hushovd     |
| 7.        | Le Mans – Châteauroux                | 218 km     | Rovinatá etapa      | 8. červenec  | Mark Cavendish       | Thor Hushovd     |
| 8.        | Aigurande – Super Besse              | 189 km     | Zvlněná etapa       | 9. červenec  | Rui Alberto Costa    | Thor Hushovd     |
| 9.        | Issoire – Saint-Flour                | 208 km     | Zvlněná etapa       | 10. červenec | Luis León Sánchez    | Thomas Voeckler  |
| Volný den | Volný den                            | Volný den  | Volný den           | 11. červenec |                      |                  |
| 10.       | Aurillac – Carmaux                   | 158 km     | Rovinatá etapa      | 12. červenec | André Greipel        | Thomas Voeckler  |
| 11.       | Blaye-les-Mines – Lavaur             | 167,5 km   | Rovinatá etapa      | 13. červenec | Mark Cavendish       | Thomas Voeckler  |
| 12.       | Cugnaux – Luz-Ardiden                | 211 km     | Horská etapa        | 14. červenec | Samuel Sánchez       | Thomas Voeckler  |
| 13.       | Pau – Lurdy                          | 152,5 km   | Horská etapa        | 15. červenec | Thor Hushovd         | Thomas Voeckler  |
| 14.       | Saint-Gaudens – Plateau de Beille    | 168,5 km   | Horská etapa        | 16. červenec | Jelle Vanendert      | Thomas Voeckler  |
| 15.       | Limoux – Montpellier                 | 192,5 km   | Rovinatá etapa      | 17. červenec | Mark Cavendish       | Thomas Voeckler  |
| Volný den | Volný den                            | Volný den  | Volný den           | 18. červenec |                      |                  |
| 16.       | Saint-Paul-Trois-Châteaux – Gap      | 162,5 km   | Zvlněná etapa       | 19. červenec | Thor Hushovd         | Thomas Voeckler  |
| 17.       | Gap – Pinerolo                       | 179 km     | Horská etapa        | 20. červenec | Edvald Boasson Hagen | Thomas Voeckler  |
| 18.       | Pinerolo – Col du Galibier           | 200,5 km   | Horská etapa        | 21. červenec | Andy Schleck         | Thomas Voeckler  |
| 19.       | Modane – L'Alpe-d'Huez               | 109,5 km   | Horská etapa        | 22. červenec | Pierre Rolland       | Andy Schleck     |
| 20.       | Grenoble – Grenoble                  | 42,5 km    | Časovka jednotlivci | 23. červenec | Tony Martin          | Cadel Evans      |
| 21.       | Créteil – Paříž                      | 95 km      | Rovinatá etapa      | 24. červenec | Mark Cavendish       | Cadel Evans      |

## Držení trikotů
| Etapa               | Vítěz etapy          | Celková klasifikace             | Bodovací soutěže                | Vrchařská soutěž                | Mladý jezdec                | Soutěž týmů                | Nejaktivnější jezdec            |
| ------------------- | -------------------- | ------------------------------- | ------------------------------- | ------------------------------- | --------------------------- | -------------------------- | ------------------------------- |
| 1                   | Philippe Gilbert     | Philippe Gilbert                | Philippe Gilbert                | Philippe Gilbert                | Geraint Thomas              | Omega Pharma–Lotto         | Perrig Quéméneur                |
| 2                   | Garmin–Cervélo       | Thor Hushovd                    | Philippe Gilbert                | Philippe Gilbert                | Geraint Thomas              | Garmin–Cervélo             | žádné ocenění                   |
| 3                   | Tyler Farrar         | Thor Hushovd                    | José Joaquín Rojas              | Philippe Gilbert                | Geraint Thomas              | Garmin–Cervélo             | Mickaël Delage                  |
| 4                   | Cadel Evans          | Thor Hushovd                    | José Joaquín Rojas              | Cadel Evans                     | Geraint Thomas              | Garmin–Cervélo             | Jérémy Roy                      |
| 5                   | Mark Cavendish       | Thor Hushovd                    | Philippe Gilbert                | Cadel Evans                     | Geraint Thomas              | Garmin–Cervélo             | Iván Gutiérrez                  |
| 6                   | Edvald Boasson Hagen | Thor Hushovd                    | Philippe Gilbert                | Johnny Hoogerland               | Geraint Thomas              | Garmin–Cervélo             | Adriano Malori                  |
| 7                   | Mark Cavendish       | Thor Hushovd                    | José Joaquín Rojas              | Johnny Hoogerland               | Robert Gesink               | Garmin–Cervélo             | Yannick Talabardon              |
| 8                   | Rui Costa            | Thor Hushovd                    | Philippe Gilbert                | Tejay van Garderen              | Robert Gesink               | Garmin–Cervélo             | Tejay van Garderen              |
| 9                   | Luis León Sánchez    | Thomas Voeckler                 | Philippe Gilbert                | Johnny Hoogerland               | Robert Gesink               | Team Europcar              | Flecha a Hoogerland             |
| 10                  | André Greipel        | Thomas Voeckler                 | Philippe Gilbert                | Johnny Hoogerland               | Robert Gesink               | Team Europcar              | Marco Marcato                   |
| 11                  | Mark Cavendish       | Thomas Voeckler                 | Mark Cavendish                  | Johnny Hoogerland               | Robert Gesink               | Team Europcar              | Mickaël Delage                  |
| 12                  | Samuel Sánchez       | Thomas Voeckler                 | Mark Cavendish                  | Samuel Sánchez                  | Arnold Jeannesson           | Leopard Trek               | Geraint Thomas                  |
| 13                  | Thor Hushovd         | Thomas Voeckler                 | Mark Cavendish                  | Jérémy Roy                      | Arnold Jeannesson           | Garmin–Cervélo             | Jérémy Roy                      |
| 14                  | Jelle Vanendert      | Thomas Voeckler                 | Mark Cavendish                  | Jelle Vanendert                 | Rigoberto Uran              | Leopard Trek               | Sandy Casar                     |
| 15                  | Mark Cavendish       | Thomas Voeckler                 | Mark Cavendish                  | Jelle Vanendert                 | Rigoberto Uran              | Leopard Trek               | Niki Terpstra                   |
| 16                  | Thor Hushovd         | Thomas Voeckler                 | Mark Cavendish                  | Jelle Vanendert                 | Rigoberto Uran              | Garmin–Cervélo             | Michail Ignaťjev                |
| 17                  | Edvald Boasson Hagen | Thomas Voeckler                 | Mark Cavendish                  | Jelle Vanendert                 | Rigoberto Uran              | Garmin–Cervélo             | Rubén Pérez                     |
| 18                  | Andy Schleck         | Thomas Voeckler                 | Mark Cavendish                  | Jelle Vanendert                 | Rein Taaramäe               | Garmin–Cervélo             | Andy Schleck                    |
| 19                  | Pierre Rolland       | Andy Schleck                    | Mark Cavendish                  | Samuel Sánchez                  | Pierre Rolland              | Garmin–Cervélo             | Alberto Contador                |
| 20                  | Tony Martin          | Cadel Evans                     | Mark Cavendish                  | Samuel Sánchez                  | Pierre Rolland              | Garmin–Cervélo             | žádné ocenění                   |
| 21                  | Mark Cavendish       | Cadel Evans                     | Mark Cavendish                  | Samuel Sánchez                  | Pierre Rolland              | Garmin–Cervélo             | žádné ocenění                   |
| Konečné pořadí 2011 | Konečné pořadí 2011  | Celková klasifikace Cadel Evans | Bodovací soutěže Mark Cavendish | Vrchařská soutěž Samuel Sánchez | Mladý jezdec Pierre Rolland | Soutěž týmů Garmin–Cervélo | Nejaktivnější jezdec Jérémy Roy |